# 백완혁
백완혁(白完爀, 1856년 음력 9월 13일~1938년 양력 1월 12일)은 동양척식주식회사 위원을 지낸 친일파 금융인, 기업인이다. 조진태, 조병택과 함께 구한말, 일제강점기 경제계의 대표적인 3대 거상으로 꼽힌다.

## 생애
1881년 무과에 급제하여 금위영을 시작으로 무관으로 근무해 장위영 대관과 대한제국 중추원 의관에 올랐다. 관직에서 물러난 뒤에는 정3품 훈5등 태극장을 받았다. 무관 퇴직 후 관계와의 연고 관계를 이용해 자본을 축적한 뒤 근대적 기업인으로 성장한 유형에 속한다.
1896년 경성주식회사 중역이 되었고 1901년에는 대한천일은행 사무원과 감사원을 맡으며 경제계에서 활동하기 시작했다. 1905년 경성상업회의소 정의원, 회계원, 1906년 대한천일은행과 한성농공은행 이사가 되었다.
1908년에는 일본이 세운 동양척식주식회사에 설립위원, 특별위원으로 참여했다. 동척은 식민지 경제 수탈을 목적으로 세워진 회사였다. 백완혁은 대한제국에서 영향력이 확대된 일본과 가까이 지내면서 1909년 이토 히로부미가 사살되자 추도회에 참가하고 일진회가 주도하는 합방 청원 운동을 위해 일본으로 간 일도 있다. 백완혁은 엄주익(嚴住益) 등과 함께 10만원을 모아 도일했다. 1912년 메이지 천황이 사망했을 때는 유길준, 조진태와 더불어 경성부 조문 대표 자격으로 일본을 방문했고, 메이지 천황 추모를 위한 상장(喪章)을 만들어 무료 배포하기도 했다. 일본은 메가타 다네타로(目賀田種太郞)의 화폐정리사업에 협조한 공을 들어 1912년 백완혁에게 한국병합기념장을 수여했다.
한일 병합 후에도 경성상업회의소 회장이 되는 등 경제계의 거물로 활동했고, 1917년 조선귀족과 대지주, 자본가들이 일본인들과 함께 구성한 대정실업친목회에 발기인으로 참여했다. 1918년 조선식산은행 설립위원과 동양축산주식회사 이사, 1920년 조선흥업철도 이사를 맡았다. 이 중 식산은행은 정책기관에 대한 무담보 대부로 일제의 산업정책을 실현한 국책기관으로 식민 금융체제에서 중요한 역할을 맡았다. 1928년 조선총독부 소속 금융제도조사회 위원으로 촉탁되는 등 1920년대까지도 활발한 활동을 하다가 1938년 사망했다.

## 사후
2006년 친일반민족행위진상규명위원회가 발표한 친일반민족행위 106인 명단에 포함되었다. 2008년 발표된 민족문제연구소의 친일인명사전 수록예정자 명단 경제 부문에도 선정되었다.

## 가족관계
- 아들 : 백진규(白鎭圭)
  - 손자 : 백영진(白英鎭)
- 아들 : 백상규(白象圭, 1880년 ~ 1957년) 대한민국의 2대 국회의원
- 자부 : 조한상(趙漢象 1880년 ~1944년 )
  - 손자 : 백남진(白南鎭)
  - 손자 : 백유진(白有鎭 1923 )
  - 손자:  백소진(白昭鎭 1935 )
  - 손녀 : 백창성(白昌成 1915년 ~2008)
  - 손서:  조중하
  - 손녀:  백홍진(白洪鎭 1917년 ~2011)
  - 손서:  송학순(宋學淳)
- 딸 : 백상덕(白象德)
- 사위 : 명태순(明泰淳, 1882년 ~ ?)
  - 외손자 : 명주완(明柱完, 1905년 ~ 1977년)
  - 외손자 : 명주범(明柱範)
  - 외손자 : 명주현(明柱顯)
  - 외손녀 : 명계춘(明桂春, 1913년 ~ 2008년)
  - 외손서 : 박두병(朴斗秉, 1910년 ~ 1973년)

## 같이 보기
- 동양척식주식회사
- 조선식산은행
- 대정실업친목회

## 참고자료
- 친일반민족행위진상규명위원회 (2006년 12월). 〈백완혁〉 (PDF). 《2006년도 조사보고서 II - 친일반민족행위결정이유서》. 서울. 573~586쪽쪽. 발간등록번호 11-1560010-0000002-10. [깨진 링크(과거 내용 찾기)]
- 김교식(1984). <朴斗秉, 斗山 그룹>. 계성출판사